# Пинский Лещинский монастырь
Пинский Лещинский Свято-Успенский монастырь ― православный монастырь XIII века, один из наиболее древних в Беларуси. Не сохранился.

## История монастыря
Первые сведения о монастыре относятся к 1263 году. Находился в предместье Пинска Леще. В XIV—XV в. был центром православной Турово-Пинской епархии, здесь велись хроники, переписывались славянские переводы византийских литературных произведений. В Турово-Пинской епархии к 1420 году насчитывалось 49 монастырей.
Некогда существовало предание, что монастырь основан киевским князем Владимиром. Со времени основания монастырь стал центром западного православия. До XVII века митрополиты западнорусской церкви называли себя в дополнение к титулам митрополитов Киевских, Галицких и Всея Руси ― Лещинскими, и только позднее Киево-Печерскими.
Первая церковь монастыря была освящена во имя Рождества Пресвятой Богородицы. Она упоминается под 1263 годом, когда сын князя Миндовга инок Роман (Войшелк) после убийства Тройнатом Миндовга, бежал сюда из Лавришевского монастыря.
В XVI веке монастырь разорили татары.
Архимандритами Лещинского монастыря были Иосиф Нелюбович-Тукальский, Елисей Плетенецкий.
В 1596, 1605—1623, 1638 гг. монастырь принадлежал униатам. В 1639 году стараниями Иосифа Нелюбовича-Тукальского он возвращён православным как пожизненное владение архимандрита Никифора Лазовского. Король Владислав IV подчинил монастырь киевскому митрополиту Сильвестру Коссову, однако в 1668 году монастырь опять перешёл к базилианам и оставался у них до 1838 года.
В 1778 году в церкви монастыря был установлен орган, первый в белорусских униатских церквах.
В 1827 году здесь провёл свои последние дни российский астроном, доктор богословия и философии, адъюнкт астрономии Императорского Виленского университета, член Базилианского ордена Цезарь Францович Каминский.
В XIX веке монастырь находился в административном подчинении у Жировицкого «провинциала», как и другие 20 униатских монастыря. После упразднения монастыря в 1840 году, Успенская церковь стала приходской.
В 1997 году место, где находился монастырь, обозначили памятным знаком.
15 ноября 2011 года прошла закладка камня будущего храма «Рождества Пресвятой Богородицы».

## Архитектура монастыря
Согласно инвентарям 1588 и 1595 комплекс монастыря был деревянным, обгорожен забором из кольев. На детинце, куда вела многоярусная колокольня с проезжими воротами, находились гридница со светлицей, трёхкамерная изба, гумно, конюшня, баня, две церкви: пятиверховая из вертикально поставленных брусьев ― Успенская, и «тёплая» с трапезной ― св. Духа.
В 1740 году построена новая барочная деревянная Успенская церковь, базилика, трёхнефное сооружение с ярусным верхом над центральной частью и двумя башнями на фасаде. Она изображена на рисунке Наполеона Орды. Сгорела в 1905 году.